# Helga Riemann
Helga Riemann   (Leipzig, 8 de juny de 1924 - Gmunden, 19 de novembre de 2004) també coneguda com Helga Schiff o Helga Schiff-Riemann, va ser una compositora, professora de música, musicoterapeuta i periodista austríaca.

## Biografia
Helga Riemann era néta d'Hugo Riemann i mare de Hans Christian (* 1949) i Heinrich Schiff (1951-2016). El seu germà gran Hans Herbert Riemann, que també va néixer a Leipzig el 20 de desembre de 1915, va ser considerat desaparegut des de 1944 i va ser declarat mort el 12 de setembre de 1957 a petició de la seva única germana Helga Riemann.
A la Pentecosta de 1943 es va comprometre amb Helmut Schiff i es va casar amb ell en una oficina de registre el 12 de gener de 1944 a Bratislava i el 30 de gener de 1944 en una església de Walding prop de Linz. A causa de la guerra, els dos no van tornar a Leipzig, sinó que es van establir a Gmunden.
Quan van néixer els seus fills, es van traslladar a la veïna Altmünster i el 1953 es van traslladar a Hamburg. L'any 1959 la parella va tornar a Gmunden amb els seus fills i va començar a ensenyar a l'escola de música de Linz. El 4 de febrer de 1977, els dos es van divorciar. Helga Riemann es va retirar el 1984 i va morir el 2004.

## Educació i activitat professional
Helga Riemann va rebre les seves primeres lliçons de piano de Maria Charlotte Voigt als vuit anys i Amadeus Nestler li va ensenyar cant entre 1937 i 1940.
L'any 1938, als 14 anys, després d'aprovar un examen d'accés, Hermann Abendroth la va acceptar com a membre més jove de la GewandhausChor de Leipzig. Un any més tard, als 15 anys, va aprovar l'examen d'accés al Conservatori de Leipzig i va estudiar amb Reinhold Gerhardt (cant) i Hans Hermann (piano) fins al 1942. Des dels 18 anys va ensenyar solfeig, cant i piano a l'escola de música de Leipzig i Böhlen.
A partir de 1942 va estudiar inicialment com a assignatura menor, però aviat es va convertir en la seva assignatura principal amb Johann Nepomuk David, i va aprendre a escriure quartets de corda, cançons, fugues i música per a piano, així com obres per a flauta dolça o flauta dolça i piano.
La seva tasca educativa es va estendre, d'una banda, a la seva tasca com a professora de piano i cant (entre 1944 i 1960 a l'escola de música de Gmunden, al conservatori Bruckner, a l'escola de música de la ciutat de Linz i a l'escola Rudolf Steiner de Hamburg) i d'altra banda a la seva professió com a musicoterapeuta al sanatori estatal i residència d'avis de Niedernhart, Linz (entre 1960 i 1971), on va crear composicions específicament per a la seva tasca com a mestra. Helga Riemann és considerada una pionera en el camp de la musicoteràpia.
Com a crítica musical, va treballar entre 1961 i 1984 com a autònoma per a l'ORF, a partir de 1965 també per a l'Upper Austrian Culture Report al departament de música i fins al 1984 per al diari de l'Alta Àustria.
Des de 1970 Helga Riemann va compondre com a artista freelance. Durant la dècada de 1970 es van estrenar diverses de les seves obres.

## Treballs
El seu catàleg musical d'obres inclou composicions creades entre 1949 i 1997. Aquests inclouen música vocal per a capella, solistes, cor, orquestra, comèdies musicals/òperes escolars i cançons amb piano i altres instruments. També música instrumental per a orquestra i música de cambra, així com obres solistes per a piano, orgue i flauta. Les obres d'Helga Riemann s'han representat públicament diverses vegades. La seva discografia inclou diversos LP i CD posteriors, així com enregistraments, enregistraments de concerts i entrevistes de ràdio i emissions de ràdio per a l'Arxiu Helga Riemann.
Entre 1965 i 1991 es van escriure textos periodístics i inclouen escrits en forma de textos personals, presentacions de treballs i comentaris.

## Concerts com a cantant
Helga Riemann va donar primer concerts juntament amb el seu marit, després també sola (selecció):
- Saló de ball de l'antic Ajuntament de Linz (1946): Helga Riemann va tocar sonates per a flauta dolça i va cantar cançons de Richard Billinger i Hugo Wolf.
- Sala d'actes de l'Escola Municipal de Música de Linz (1964): Helga Riemann va interpretar el cicle de cançons Die Winterreise a partir de poemes de Wilhelm Müller.
- Saló de ball de l'antic Ajuntament de Linz (1965): recital amb l'estrena del cicle de cançons Das Marienleben de Paul Hindemith

## Premis
Durant anys, es va sentir ignorada quan va rebre premis. No va ser fins a la dècada de 1980 que va ser honrada diverses vegades:
- Títol professional Professor (1982)
- Premi de Cultura de l'Estat de l'Alta Àustria en la categoria de música (1987)
- Premi d'Apreciació de l'Art de la Ciutat de Linz en el camp de la música (1988)
- Medalla de Cultura de l'Estat de l'Alta Àustria (1994)
- Medalla al Mèrit d'Or de la Ciutat de Gmunden (1995)